# Homeodoména

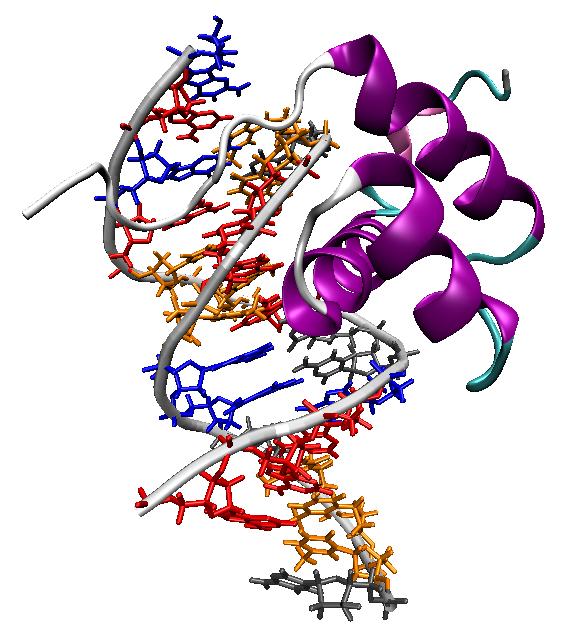
Homeodoména ve vazbě na DNA

Homeodoména je strukturní doména proteinů o délce asi 60 aminokyselin, schopný se vázat na DNA. Byl objeven nejprve u octomilek, kde proteiny s touto doménou regulují embryonální vývoj (např. tzv. Hox geny), ale dnes je známo obrovské množství takových proteinů včetně asi 150 v lidském genomu. Důležitou součástí homeodomény je helix-turn-helix motiv, složený ze dvou alfa-helixů, z nichž jeden se váže na velký žlábek DNA. V rámci homeodomény se však vyskytuje i další stabilizační raménko, které kontaktuje malý žlábek DNA. Homeodoména je kódována 180-bázovou oblastí genů, tzv. homeoboxem.